# Parque nacional Santos Luzardo
El parque nacional Santos Luzardo también conocido como parque nacional Cinaruco-Capanaparo es un parque nacional que está ubicado entre los ríos Capanaparo y Cinaruco y la confluencia de los mismos con el río Orinoco, en jurisdicción de los municipios Pedro Camejo y Achaguas del estado Apure de Venezuela, cerca de la frontera con Colombia.
El terreno alrededor del Parque Nacional Santos Luzardo es muy plano. Menos de 2 personas por kilómetro cuadrado alrededor del Parque Nacional Santos Luzardo. No hay ningún pueblo alrededor. El área alrededor del Parque Nacional Santos Luzardo está casi cubierta de pasto.

## Historia
Creado en 1988 según decreto presidencial  por el presidente Jaime Lusinchi.
Desde hace años el parque ha sido protegido por el Instituto Nacional de Parques de Venezuela (INPARQUES), el cual asume una política sistemática de conservación y preservación de los recursos naturales del parque.
Es mucha la variedad de la flora del parque entre ellos: Saladillo, congrio, roble, caramacate, drago, samán, coco de mono y cañafístula, entre otras especies vegetales. Cuenta con un manto de hierba (saeta) que se da en todo el parque y que en el invierno le da un tono paisajista muy hermoso.

## Recursos hídricos
Sus principales ríos son el Capanaparo, Cinaruco, Riecito y otros.

## Atractivos Turísticos
La presencia de elementos de flora y fauna endémicas hace de este lugar una estación de gran interés para científicos y observadores de aves quienes desde allí, tienen la oportunidad de estudiar comportamientos propios de especies venezolanas.

## Geografía

### Localización
El Parque Nacional Santos Luzardo está ubicado entre los ríos Capanaparo y Cinaruco del Estado Apure.
Incluye todas las islas del río Orinoco comprendidas entre los paralelos de cuadrícula Norte =792.000 metros y Norte= 732.000 metros, tales como: 
- Playa Blanca,
- La Ceiba,
- San Rey,
- Tortuga,
- Vapor,
- El Burro,
- Rabo Pelado y otras.

### Relieve
Su relieve es muy plano, solo tiene algunas elevaciones en las Galeras del Cinaruco, especie de lomas graníticas que geológicamente forman parte de la Guayana venezolana.

### Vegetación
Vegetación:
Este lugar alberga cerca de diez especies endémicas que crecen entre galerías de cinaruco, bosques de galerías, sabanas, médanos eólicos, ríos y caños.

### Clima
Tiene temperaturas que pueden alcanzar una oscilación térmica diaria de unos 45°

## Ecología y Hábitat

### Fauna
Las cuencas bajas de los ríos Cinaruco y Capanaparo permiten la abundancia de cardúmenes del codiciado pez pavón, tortugas arrau y caimanes del Orinoco. Igualmente, se protegen tres especies de aves endémicas y más de veinte migratorias, como las garzas, gabanes, cigüeñas y el imponente garzón soldado. Entre los mamíferos se encuentran el jaguar, el venado, la nutria gigante, el boto, caramerudo y el chigüire.